# Adrien René Franchet
Adrien René Franchet (Pezou, 21 de abril de 1834 — Paris, 15 de fevereiro de 1900) foi um botânico francês.
Trabalhou no Museu Nacional de História Natural, em Paris, tendo-se especializado nas floras da China, Japão e de Loir-et-Cher. Para os seus estudos das floras asiáticas baseou-se nas colecções reunidas por Armand David (1826-1900), Pierre Jean Marie Delavay (1834-1895), Paul Guillaume Farges (1844-1912), entre outros. 

## Obras
- Com Paul Amedée Ludovic Savatier (1830-1891), Enumeratio plantarum in Japonia sponte crescentium hucusque rite cognitarum, adjectis descriptionibus specierum pro regione novarum, quibus accedit determinatio herbarum in libris japonicis So Mokou Zoussetz xylographice delineatarum (F. Savy, Paris, dois volumes, 1875-1879).
- Mission G. Révoil aux pays Çomalis. Faune et flore (J. Tremblay, Paris, 1882).
- Plantae davidianae ex sinarum imperio (G. Masson, Paris, dois volumes, 1884-1888).
- Flore de Loir-et-Cher, comprenant la description, les tableaux synoptiques et la distribution géographique des plantes vasculaires qui croissent spontanément ou qui sont généralement cultivées dans le Perche, la Beauce et la Sologne, avec un vocabulaire des termes de botanique (E. Constant, Blois, 1885).
- La partie intitulée Phanérogamie dans la Mission scientifique du cap Horn, 1882-1883, tome V. Botanique , Paris, 1889.
- Contributions à la flore du Congo français. Famille des graminées , Autun, 1896.